# Crystallichthys
Crystallichthys és un gènere de peixos pertanyent a la família dels lipàrids.

## Taxonomia
- Crystallichthys cameliae (Nalbant, 1965)[2]
- Crystallichthys cyclospilus (Gilbert & Burke, 1912)[3]
- Crystallichthys mirabilis (Jordan & Gilbert, 1898)[4][5][6][7][8][9][10]